# Фундата (Брашов)
Фундата (рум. Fundata) — село у повіті Брашов в Румунії. Адміністративний центр комуни Фундата.
Село розташоване на відстані 127 км на північний захід від Бухареста, 34 км на південний захід від Брашова.

## Населення
За даними перепису населення 2002 року у селі проживали 526 осіб, з них 525 осіб (99,8%) румунів. Усі жителі села рідною мовою назвали румунську.